# Hans Aeschbacher
Pour les articles homonymes, voir Aeschbacher.

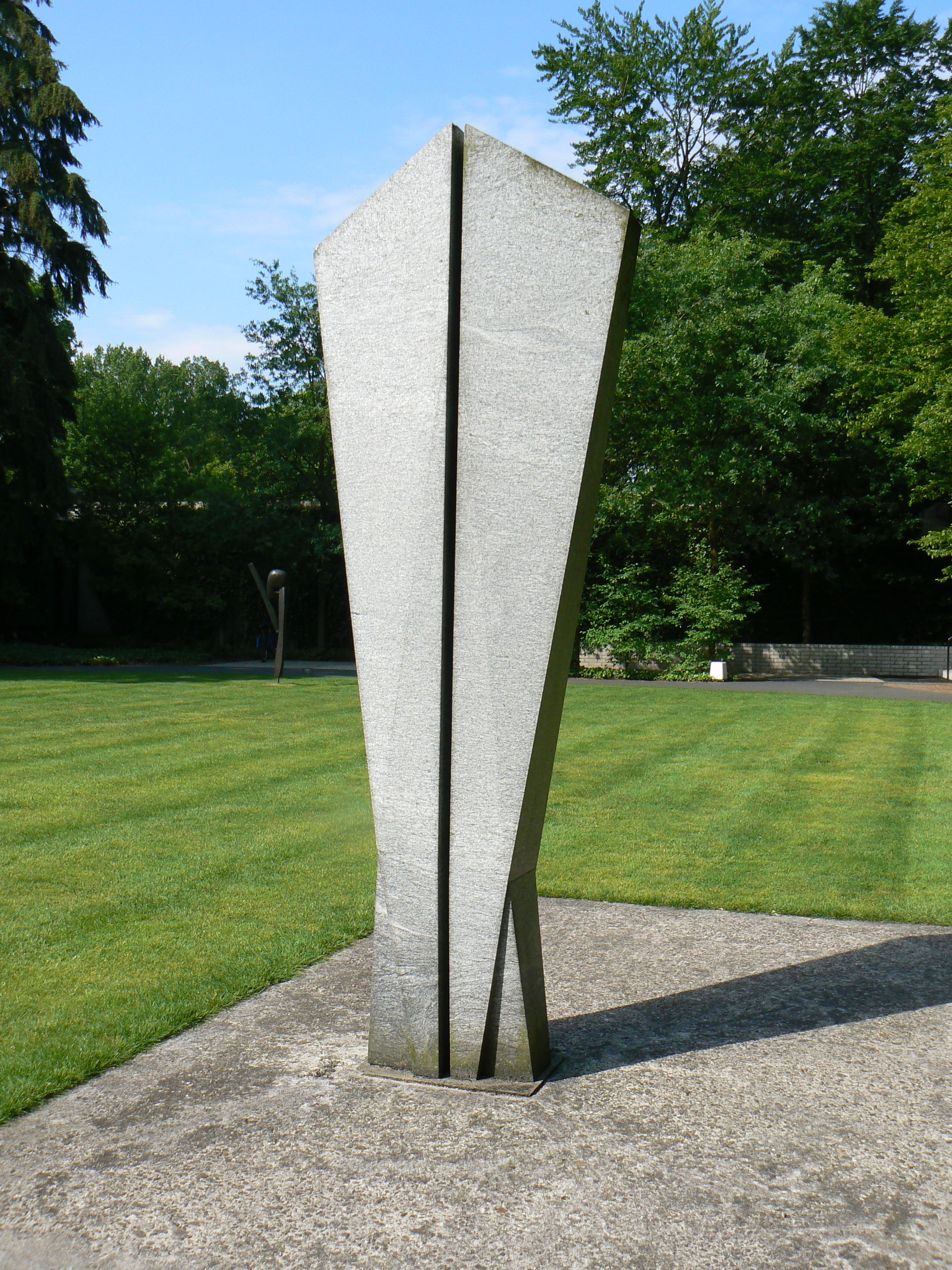
Grosse Figur I (1961)

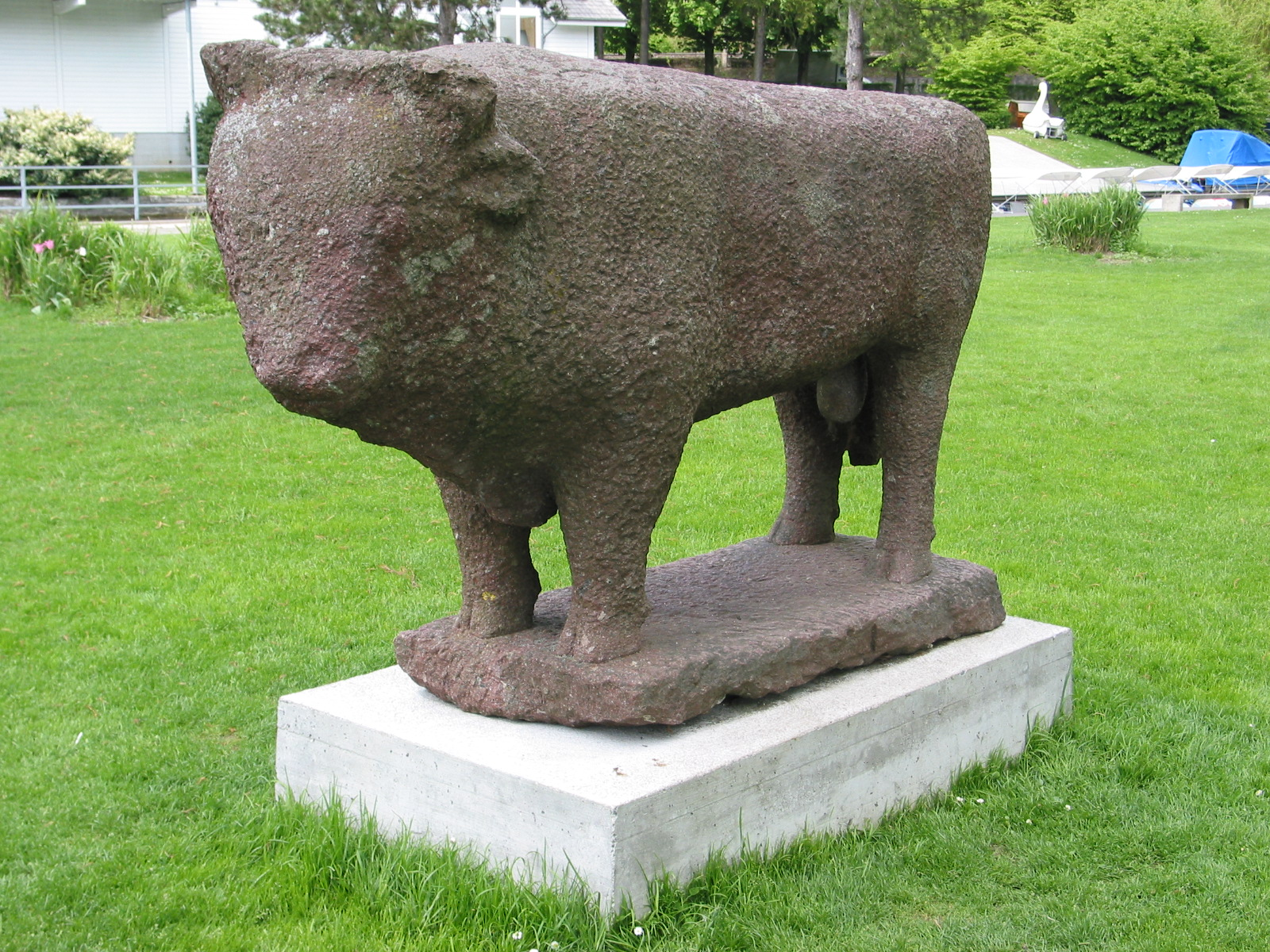
Taureau (1947) à Bienne.

Hans Aeschbacher, né le 18 janvier 1906 et mort le 27 janvier 1980, est un peintre et sculpteur suisse abstrait.

## Biographie
Hans Aeschbacher est né le 18 janvier 1906 à Zurich.
Bien que formés à l'origine en tant qu'imprimeur, il apprend lui-même à dessiner et à peindre. Il commence à sculpter à l'âge d'environ 30 ans.
Ses premières œuvres sont principalement en terre cuite et en plâtre, mais en 1945 il sculpte presque exclusivement la pierre. Ses premières sculptures sont très abstraites et géométriques et aussi de grandes dimensions. Dans le milieu des années 1950, il commence à utiliser comme medium principalement de la roche volcanique, et ses sculptures deviennent plus fluides et plus petites. Vers la fin des années 1950, ses sculptures sont de nouveau angulaires et grandes, avec des pièces aussi grandes que 15 pieds (4,572 m) de hauteur.
Son œuvre Explorer I est située à l'aéroport international de Zurich.
Il est mort à Zurich le 27 janvier 1980.